# Eupatula
Eupatula is een geslacht van vlinders uit de familie van de spinneruilen (Erebidae) en de onderfamilie Catocalinae.

## Soorten
- E. aerosa Swinhoe, 1900
- E. ipsa Swinhoe, 1918
- E. lombokensis Swinhoe, 1915
- E. macfarlanei Butler, 1876
- E. macrops Linnaeus, 1768
- E. moriola Swinhoe, 1918
- E. nyctaculis Snellen, 1880
- E. ordoxia Swinhoe, 1918